# Solly’s Diner
Solly’s Diner ist eine US-amerikanische Kurzfilmkomödie von Larry Hankin aus dem Jahr 1980.

## Handlung
Solly’s Diner, 4 Uhr am Morgen: Ein Obdachloser, der manchmal „Jones“ genannt wird, sitzt wie so oft am Tresen, ohne Geld für ein Essen zu haben. Er versucht, sich ein Essen zu erbetteln, scheitert jedoch an der Kellnerin. Verzweifelt fordert er von ihr das Geld aus der Kasse und zeigt ihr eine Pistole, die er im Hosenbund stecken hat. Er zieht sie jedoch nicht und setzt sich nach kurzer Zeit tatenlos wieder hin. Kurz darauf erscheint ein Geschäftsmann und zieht unvermittelt eine Pistole, um das Diner auszurauben. Der Obdachlose imitiert ihn, indem er ebenfalls seine Pistole zieht und alles nachspricht, was der Räuber sagt. Entnervt nimmt dieser die Waffe des Obdachlosen an sich, der sich ihm gegenüber als verrückt ausgibt. In den folgenden Minuten, in denen der Räuber vergeblich nach viel Geld im Raum sucht, bringt der Obdachlose ihn mit ständigen Zwischenmeldungen an den Rand der Verzweiflung, so fordert er vom Gesamtgewinn eine Teilsumme, da er zuerst das Diner ausrauben wollte. Am Ende erhält der Obdachlose tatsächlich etwas Kleingeld vom Räuber.
Unbemerkt haben sich der Obdachlose und die Kellnerin zusammengetan und der Obdachlose schlägt den Einbrecher schließlich ko. Zum Dank erhält er von der Kellnerin ein Frühstück. Während er isst, erscheint Diner-Inhaber Solly und ist empört, dass scheinbar der Obdachlose den Geschäftsmann niedergeschlagen hat. Er beginnt, seine Waffe zu suchen, die zwischenzeitlich in der Fritteuse gelandet ist und die der Obdachlose ihm schließlich auf einem Teller präsentiert. Während sich Solly an der Waffe die Hand verbrennt, isst der Obdachlose auf, bezahlt mit dem Geld, das der Räuber ihm gegeben hatte, und verlässt das Diner.

## Produktion
Solly’s Diner wurde innerhalb von vier Tagen in Solly’s Diner auf dem Hollywood Boulevard in Los Angeles gedreht, das wenige Tage vor Fertigstellung des Films geschlossen wurde. Larry Hankin war zuvor mehrere Jahre lang ein Stammgast in dem wenig frequentierten Laden gewesen. Der Kurzfilm entstand im Jahr 1979 mit einem Budget von 10.000 Dollar und wurde im Oktober 1980 in den Vereinigten Staaten veröffentlicht.

## Auszeichnungen
Solly’s Diner wurde 1980 für einen Oscar in der Kategorie Bester Kurzfilm nominiert.